# 2625-ös mellékút (Magyarország)
A 2625-ös számú mellékút egy 8 kilométeres hosszúságú, négy számjegyű mellékút Borsod-Abaúj-Zemplén vármegye északi részén, a Cserehát keleti vidékein.

## Nyomvonala
A 2624-es útból ágazik ki, annak a 13+750-es kilométerszelvénye közelében, Baktakék északi részén. Kelet felé indul, Jókai utca néven; 2 kilométer megtétele után lép át Fancsal területére, ennek központja a 4. kilométere közelében van. A 3-as főútba torkollva ér véget, annak a 220+650-es kilométerszelvénye közelében, Forró település északkeleti szélén.
Teljes hossza, az országos közutak térképes nyilvántartását szolgáló kira.gov.hu adatbázisa szerint 7,951 kilométer.

## Települések az út mentén
- Baktakék
- Fancsal
- Forró

## Története
1934-ben a kereskedelem- és közlekedésügyi miniszter 70 846/1934. számú rendelete Teljes hosszában harmadrendű főúttá nyilvánította, több más mai mellékúti útszakasszal együtt, 233-as útszámozással. (A 233-as főút Edelénytől Lak, Monaj, Abaújszolnok és Bakta érintésével Encs térségéig vezetett.)